# Forgómozgás

A szimmetriatengelye körül forgó gömb

A forgás olyan mozgás, amikor a test minden pontja egy körpályán mozog a testhez rögzített egyenes körül, amelyet a test forgástengelyének nevezünk. Ha tér helyett csak síkban vagyunk, akkor egy pont körül történik a forgás, ezt hívjuk a forgás középpontjának.

## Leírása
A forgás sebességét a szögsebesség (mértékegysége: rad/s) segítségével adhatjuk meg. Az egységnyi ismétlődést a frekvencia (mértékegysége: 1 (ismétlődés)/s, 1 (ismétlődés)/min) vagy a periódusidő (mértékegysége: másodperc, nap…) jellemzi. A periódusidő megmutatja, hogy mennyi idő alatt játszódik le egy mozgásszakasz ismétlődése. Nemzetközileg a nagy T a jele. A frekvencia a periódusidő reciproka: azt a mennyiséget, amely megmutatja az egységnyi idő alatt bekövetkező ismétlődő mozgásszakaszok számát, frekvenciának nevezzük. Jele a kis f.
A szögsebesség vektor magába foglalja a forgástengely és a forgás irányát is a forgás nagysága mellett. A jobbkéz-szabály szerint az óramutató járásával ellenkező forgáshoz a megfigyelő felé mutató vektort rendelünk, az ellentétes forgáshoz pedig ellentéteset.
A szögsebesség változási gyorsasága a szöggyorsulás (2π/s²), amely forgatónyomaték hatására jön létre. A kettő hányadosát – azt, hogy milyen nehéz elindítani, megállítani vagy másképpen megváltoztatni a forgást – a tehetetlenségi nyomaték jellemzi (mértékegysége: m²kg). Jele a θ.

## Merev test forgásegyenlete[1]
Merev test rögzített tengely körüli forgásánál az impulzusnyomaték a tehetetlenségi nyomaték és a szöggyorsulás szorzata (perdülettétel), ezért a perdület időbeli deriváltja a következő alakban is felírható:
{\displaystyle M={\frac {dN}{dt}}={\frac {d(\theta \cdot \omega )}{dt}}=\theta {\frac {d\omega }{dt}}=\theta \cdot \beta }
ahol {\displaystyle \beta } a test forgásához tartozó szöggyorsulás. Ezt forgásegyenletnek is szokás nevezni.
Ha a forgatónyomaték állandó, akkor a szöggyorsulás is állandó:
{\displaystyle {d^{2}\varphi  \over dt^{2}}={\frac {M}{\theta }}\equiv \beta =const.}
Az ilyen mozgást gyorsuló forgásnak nevezzük. Ha t=0 időpillanatban a szögsebesség is és a szög is zérus, akkor a szögelfordulás függvénye:
{\displaystyle \varphi ={\frac {1}{2}}\beta t^{2}={\frac {1}{2}}{\frac {M}{\theta }}t^{2}}
Ha a forgatónyomatékok eredője zérus, akkor a szöggyorsulás is zérus, azaz a merev test állandó szögsebességgel forog:{\displaystyle M=0\rightarrow \beta ={\frac {d\omega }{dt}}=0\rightarrow \omega =\mathrm {const.} }{\displaystyle \varphi =\omega t}

### Forgó merev testkinetikai energiája
{\displaystyle E_{kin}={\frac {1}{2}}\theta \omega ^{2}}
Ezt a mennyiséget forgási energiának nevezzük.

## Atehetetlenségi nyomaték[1]
A rögzített tengelyre vonatkozó tehetetlenségi nyomaték:
{\displaystyle \theta =\int \limits _{V}\rho l^{2}dV=\sum _{i}m_{i}l_{i}^{2}}

### Néhány jellegzetesebb alakúhomogéntest tehetetlenségi nyomatéka
| Test                     | Tengely                  | {\displaystyle \theta }                                    |
| ------------------------ | ------------------------ | ---------------------------------------------------------- |
| Körhenger                | szimmetriatengely        | {\displaystyle {\frac {1}{2}}mR^{2}}                       |
| Körhenger                | erre merőleges tengely   | {\displaystyle {\frac {1}{4}}mR^{2}+{\frac {1}{12}}mh^{2}} |
| Üres körhenger           | szimmetriatengely        | {\displaystyle {\frac {1}{2}}m(R_{1}^{2}+R_{2}^{2})}       |
| Derékszögű egyenes hasáb | éllel párhuzamos tengely | {\displaystyle {\frac {1}{12}}m(a^{2}+b^{2})}              |
| Kocka                    | súlyponttengely          | {\displaystyle {\frac {1}{6}}ma^{2}}                       |
| Gömb                     | súlyponttengely          | {\displaystyle {\frac {2}{5}}mR^{2}}                       |
| Gömbhéj                  | súlyponttengely          | {\displaystyle {\frac {2}{3}}mR^{2}}                       |
| Ellipszoid               | c tengely                | {\displaystyle {\frac {1}{5}}m(a^{2}+b^{2})}               |
| Egyenes körkúp           | szimmetriatengely        | {\displaystyle {\frac {3}{10}}mR^{2}}                      |

## Megfeleltetés a haladó és forgó mozgások között[1]
|                     | haladó                                                |                   | forgó                                                                 |                                  |
| ------------------- | ----------------------------------------------------- | ----------------- | --------------------------------------------------------------------- | -------------------------------- |
| út                  | {\displaystyle x}                                     | koordináta        | {\displaystyle \varphi }                                              | szögelfordulás                   |
| sebesség            | {\displaystyle v={dx \over dt}}                       |                   | {\displaystyle \omega ={d\varphi \over dt}}                           | szögsebesség                     |
| gyorsulás           | {\displaystyle a={dv \over dt}={d^{2}x \over dt^{2}}} |                   | {\displaystyle \beta ={d\omega \over dt}={d^{2}\varphi \over dt^{2}}} | szöggyorsulás                    |
| tömeg               | {\displaystyle m}                                     |                   | {\displaystyle \theta =\sum _{i}m_{i}l_{i}^{2}}                       | tehetetlenségi nyomaték          |
| erő                 | {\displaystyle F}                                     |                   | {\displaystyle M}                                                     | forgatónyomaték                  |
|                     | {\displaystyle m{d^{2}x \over dt^{2}}=F}              | mozgásegyenlet    | {\displaystyle \theta {d^{2}\varphi \over dt^{2}}=M}                  |                                  |
| impulzus            | {\displaystyle p=mv}                                  |                   | {\displaystyle N=\theta \omega }                                      | impulzusnyomaték                 |
| impulzustétel       | {\displaystyle {dp \over dt}=F}                       |                   | {\displaystyle {dN \over dt}=M}                                       | impulzusmomentum-tétel           |
| erőlökés            | {\displaystyle \int \limits _{0}^{\tau }Fdt}          |                   | {\displaystyle \int \limits _{0}^{\tau }Mdt}                          | forgólökés                       |
|                     | {\displaystyle \Delta W=F\Delta x}                    | elemi munka       | {\displaystyle \Delta W=M\Delta \varphi }                             |                                  |
|                     | {\displaystyle P=Fv}                                  | teljesítmény      | {\displaystyle P=M\omega }                                            |                                  |
|                     | {\displaystyle E_{kin}={\frac {1}{2}}mv^{2}}          | kinetikai energia | {\displaystyle E_{kin}={\frac {1}{2}}\theta \omega ^{2}}              |                                  |
| lineáris erőtörvény | {\displaystyle F=-Dx}                                 |                   | {\displaystyle M=-D^{*}\varphi }                                      | lineáris forgatónyomaték-törvény |
|                     | {\displaystyle T=2\pi {\sqrt {\frac {m}{D}}}}         | lengésidő         | {\displaystyle T=2\pi {\sqrt {{\frac {\theta }{D}}*}}}                |                                  |

## Csillagászat
A csillagászat területén a forgás gyakori mozgásforma. A csillagok, a bolygók és hasonló égitestek forognak a saját tengelyük körül. A forgó rendszerből nézve ez centrifugális gyorsulást okoz, amely némileg módosítja a gravitáció hatását; mennél közelebb vagyunk az egyenlítőhöz és mennél gyorsabb a forgás, annál jobban. Ennek egyik következménye, hogy az egyenlítőn lévő testek súlya kisebb (kevésbé nyomják az alátámasztást), mintha nem forogna az égitest, a másik, hogy a nagyobb forgó égitestek nem szabályos gömb alakot vesznek fel, hanem lapultat.
Egy másik következménye a forgásnak a precesszió. Ahogy a pörgettyű esetén is, ha rá külső erőhatás (pontosabban forgatónyomaték) hat, akkor a pörgettyű tengelye egy kúpfelületet ír le. Ilyen hatással a Földre elsősorban a Nap és a Hold van.